# Agoma semialba
Agoma semialba är en fjärilsart som beskrevs av Jordan 1913. Agoma semialba ingår i släktet Agoma och familjen nattflyn. Inga underarter finns listade i Catalogue of Life.